# Nils Werngren

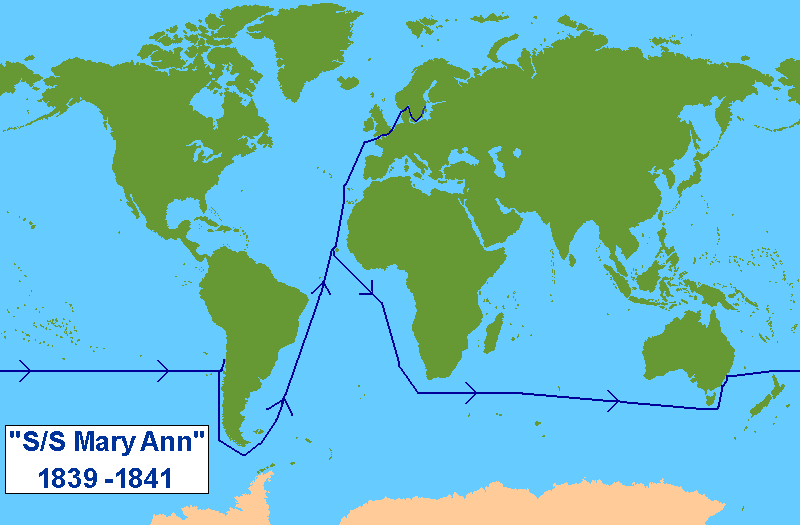
Werngrens resa Jorden runt

Nils Werngren, född 24 november 1815 i Malmö, död 18 januari 1897 i Malmö, var en svensk sjökapten och upptäcktsresande. Werngren genomförde den första svenska världsomseglingen åren 1839 till 1841.

## Biografi
Nils Werngren var son till sjökapten Christian Werngren och dennes maka Johanna Boström och gick till sjöss redan 1827 som skeppspojke. Han gjorde längre och längre resor och samlade kunskap och erfarenhet. Han seglade även på engelska och amerikanska fartyg, bland annat drogs han tillfälligt in i kriget mellan Republiken Texas och Mexiko 1836.
Han återvände till Malmö där han sedan tog skepparexamen 1839 varefter han erhöll sitt första fartygsbefäl hos redaren Carl Fredrik Liljevalch över skonerten "Snäll".
Liljevalch hade fått en ny kompanjon Nils Peter Ringman och man planerade att sända fartyg med handelsvaror till Australien med Ringman som kapten. Varor införskaffades men strax före planerad avresa avslöjades Ringman som bedragare och Liljevalch behövde en ny kapten. Valet föll på Werngren som just återvänt från sin första resa som kapten till Portugal. Werngren fick befälet över brigantinen "Mary Ann".

### Världsomseglingen
I augusti 1839 lämnade "Mary Ann" under Werngrens befäl Stockholms hamn utan att resan var planerat som en världsomsegling. Fartyget gick mot engelska Isle of Wight i hopp om att där kunna sälja lasten. Detta misslyckades och Liljevalch gav Werngren i uppdrag att åka vidare till Australien.
I december 1839 lämnade "Mary Ann" England med kurs runt Afrika mot Australien och anlände till Sydney i maj 1840. Här var Sverige ett tämligen okänd land och Werngren fick gå i hamn under "Okänd flagg". Werngren lyckades sälja lasten och därefter få en last kol till Chile. Efter 75 dygn anlände "Mary Ann" till Valparaiso, i Huasco (Atacamaprovinsen) fick Werngren en last kopparmalm till England. Hemresan gick via Kap Horn, som fartyget rundade under julen, till Swansea dit man anlände i mars 1841. Här inhandlades en last salt till Stockholm. "Mary Ann" anlände till Stockholm i maj 1841. Återkomsten uppmärksammades endast med en liten notis i dåtidens tidningar (under rubriken Handelsunderrättelser: "Med skepparen Werngren från Swansea, C.F. Liljewalch, 1050 tunnor salt").

### Senare liv

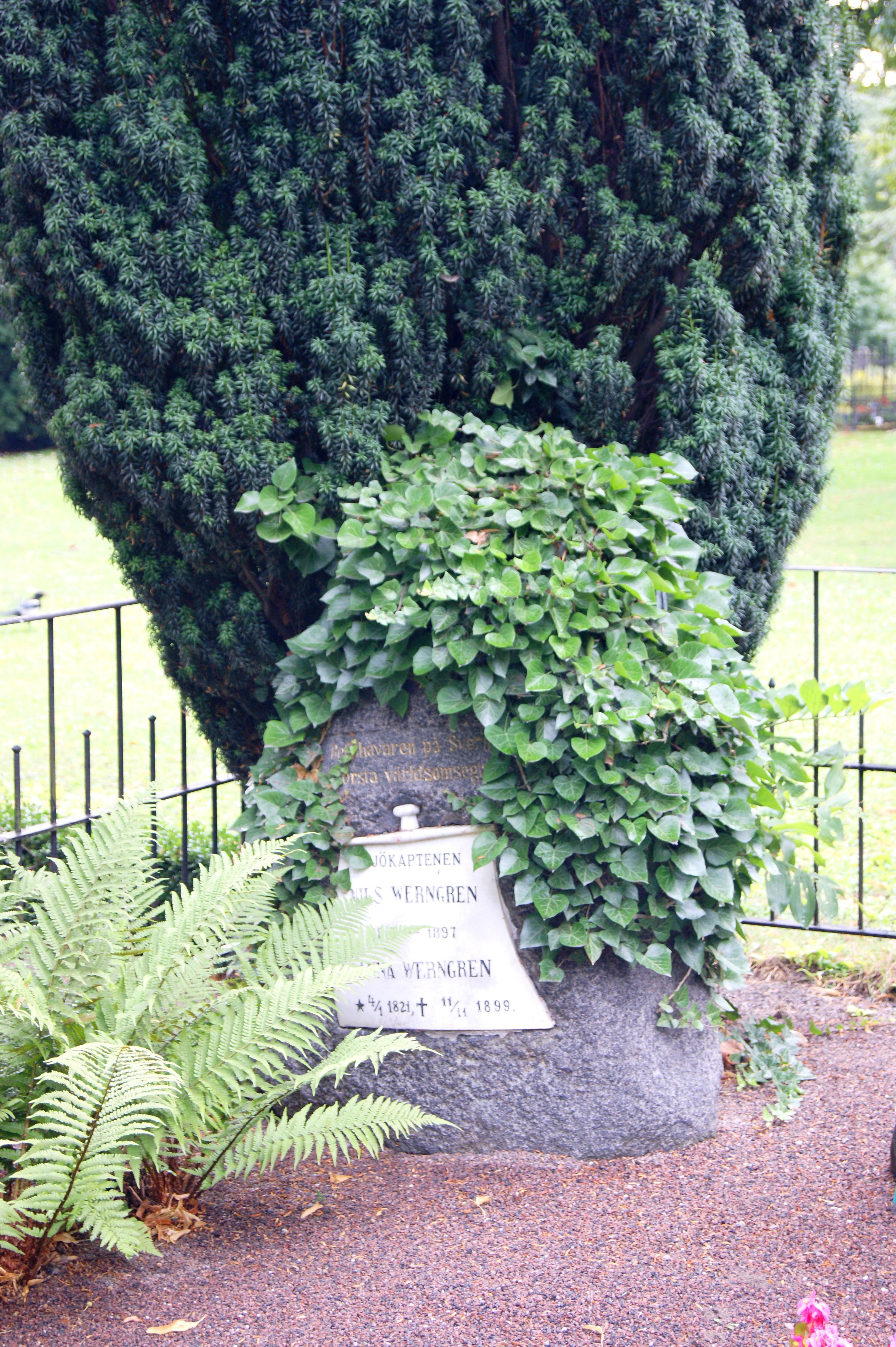
Werngrens gravsten

Werngren genomförde därefter ytterligare 2 världsomseglingar i brigantinen "Bull" åren 1842-1844 och 1844-1846 och gjorde dessutom flera långresor.
Werngren återvände senare till Malmö där han förde befäl över ett ångfartyg i trafik mellan Malmö, Lübeck och Köpenhamn. Han gifte sig med danska Anna Susanna Rosenlöv (4 januari 1821-11 november 1899). Werngren engagerade sig också i sjömansutbildningen och blev hedersmedlem i Malmö Sjöfartsförening.
Werngren avled 1897 och begravdes på Gamla kyrkogården vid Stora Nygatan i centrala Malmö.

## Eftermäle
1989 utkom boken "De första världsomseglingarna under svensk flagg" skriven av Carl Axel Östberg och baserade på Werngrens dagböcker. Den 11 mars 1999 utgavs även ett minnesfrimärke över fartyget Mary Ann.